# 전례서

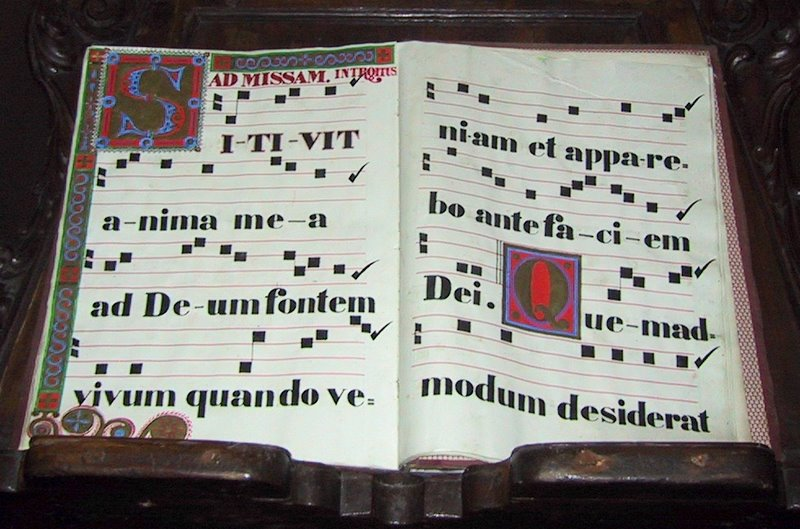
미사 경본의 필사본, 입당송 부분(이탈리아 피렌체).

전례서(典禮書)는 기독교의 전례를 거행하는데 필요한 기도문과 전례문, 전례 행위나 동작에 관한 예식 규정(rubrica)을 모두 담은 책이다.

## 역사
초기의 전례서들은 수도원이나 대성당의 필경실에서 필경사인 수도자들이 손글씨로 써서 필사본으로 제작하였다. 전례서들은 15-16세기에 초판 인쇄본이 각기 발행되기 전까지는 이렇게 필사본으로 보급되었다. 그 다음에 트리엔트 공의회는 "로마 예식/로마 예식집"(Ordines romani"이라고 알려진 전례 규정의 로마-갈리아-프랑크 혼합 전통에서 기원하는 "기도의 법칙"(lex orandi)을 문서화하는 과정을 거쳐 "표준판"(editio typica) 전례서들을 제작하였다. 이렇게 하여 "교황청 관례에 따라"(secundum usum Romanae Curiae) 라틴 전례(로마 전례)를 통일하게 된다. 이러한 과정에서 가장 두드러진 특징은, 변화가 처음에는 로마 중심부에서 변방으로 진행되었다가(샤를 마뉴의 요청으로 전례서(성사집)들이 알프스 산맥을 넘어서 북쪽에 전달됨), 나중에는 그 변방으로부터 다시 로마 중심부로 혼합된 전례가 돌아와 다시 보급되었다는(트리엔트 공의회의 통일된 전례 보급) 점이다.

## 제2차 바티칸 공의회 이후의 가톨릭 전례서
제2차 바티칸 공의회 이후에 로마 가톨릭교회가 발행된 주요한 가톨릭 전례서들의 라틴어 제목과 관련 정보들은 다음과 같다.
- Calendarium Romanum(=CR), 1969년 이후 매년. (『로마 전례력』)

- Missale Romanum(=MR), 1970, 1975(2판), 2002(2판), 2008(3판 수정). (『로마 미사 경본』). 이 표제 아래 다음의 책들이 있다:
  - Ordo Lectionum Missae(=OLM), 1970, 19812. (「미사 독서 목록」)
  - Lectionarium, 3권, 1970-1972. (「미사 전례 성서」)
  - Ordo Cantus Missae, 1973. (「미사 성가 목록」)
  - Graduale Simplex, 19752. (「단순 미사 성가집」)
  - Collectio Missarum de Beata Maria Virgine(=CMBV), 1986. (「성모 미사 경본」)
  - Lectionarium pro Missis de Beata Maria Virgine(=LMBV), 1986 (「성모 미사 독서」)
  - Evangelium, 「복음집」

- Officium Divinum (『성무일도』). 이 표제 아래 다음의 책이 있다:
  - Liturgia Horarum(=LH), 4권, 1971-72, 198010, 1985 개정, (「시간 전례」)

- Pontificale Romanum (『로마 주교 예식서』). 이 표제 아래 다음의 소책자들이 있다:
  - De Ordinatione Diaconi, Presbyteri et Episcopi(=ODPE), 1968. (「부제, 사제, 주교 서품 예식」) / 개정 De Ordinatione Episcopi, Presbyterorum et Diaconorum(=OEPD), 1990. (「주교, 사제, 부제 서품 예식」)
  - Ordo Consecrationis Virginum(=OCV), 1970. (「동정녀 축성 예식」)
  - Ordo Benedicendi Oleum Catecumenorum et Infirmorum et Conficiendi chrisma(=OBO), 1971. (「성유 축성 예식」)
  - Ordo Benedictionis Abbatis et Abbatissae(=OBAA), 1971 (「대수도원장 축복 예식」)
  - Ordo Confirmationis(=OC), 1972. (「견진 예식」)
  - De Institutione Lectorum et Acolytorum.(= ILA), 1973. (「독서직, 시종직 수여 예식」)
  - Ordo Dedicationis Ecclesiae et Altaris(=ODEA), 1978. (「성당 제대 봉헌 예식」)
  - Ordo Coronandi Imaginem Beatae Mariae Virginis, 1981. (「성모상 대관 예식」)

- Caeremoniale Episcoporum(=CE), 1984. (『주교 예절서』)

- Rituale Romanum (『로마 예식서』). 이 표제 아래 다음과 같은 소책자들이 있다:
  - Ordo Baptismi Parvulorum(=OBP), 1969. (「유아 세례 예식」);
  - Ordo Celebrandi Matrimonium(=OCM), 1969, 1990 개정. (「혼인 예식」);
  - Ordo Exsequiarum(=OE), 1969. (「장례 예식」)
  - Ordo Professionis Religiosae(=OPR), 1970. (「수도 서원 예식」)
  - Ordo Unctionis Infirmorum Eorumque Pastoralis Curae(=OUI), 1972. (「병자 도유와 사목적 배려 예식」)
  - Ordo Initiationis Christianae Adultorum(=OICA), 1972. (「어른 입교 예식」)
  - De Sacra Communione et de Cultu Mysterii Eucharistici extra Missam, 1973. (「미사 밖에서 하는 영성체와 성체 신비 공경 예식」)
  - Ordo Paenitentiae(=OP), 1974. (「고해성사 예식」)
  - De Benedictionibus, 1984. (「축복 예식」)
  - De Exorcismis et Supplicationibus Quibusdam(=DESQ), 1998-1999. (「구마 예식」)

덧붙여, 1983년의 가톨릭 교회법전보다 먼저 발행된 전례서들의 내용은 몇몇 수정이 필요할 수 있다. 이에 대해서는 교황청 경신성사성에서 발행한 〈Variationes in libros liturgicos ad normam Codicis Iuris Canonici nuper promulgati introducendas〉(최근 반포된 교회법전의 규범에 따라 전례서의 새로운 판본에 적용하여야 할 변경 사항; 1983년 9월 12일)을 참조하면 된다.

## 종류
- 로마 미사 경본
- 로마 미사 성가집
- 성무일도
- 성무일도 노래집

## 같이 보기
- 전례